# Prix Sunhak pour la paix
Le prix Sunhak pour la paix ( coréen : 선학평화상 ; hanja : 鮮鶴平和賞 ) a été créé, en 2005, par Hak Ja Han, l'épouse de Sun Myung Moon, fondateur de l'Église de l'Unification, plus connue sous la dénomination Secte Moon.
Il est décerné tous les deux ans à Séoul.
Le prix Sunhak pour la paix récompense des personnes reconnues pour leur contribution à la paix et au développement humain,

## Historique
La première remise des prix a eu lieu en 2015, axée sur le changement climatique et la crise alimentaire. Deux lauréats ont été primés : Anote Tong, ancien président de Kiribati, pour avoir mené une croisade internationale contre le changement climatique, en particulier dans les pays de la région du Pacifique, et Modadugu Gupta, un scientifique indien, pionnier et architecte de la stratégie de développement durable en aquaculture intitulée "Plan de la révolution bleue".
La deuxième remise des prix en 2017 a mis en lumière la crise mondiale des réfugiés. Le Prix a été décerné à Gino Strada, chirurgien cardiologue pour avoir fourni des soins médicaux gratuits aux réfugiés et aux victimes de guerre, et Sakena Yacoobi qui a dirigé des programmes éducatifs pour les réfugiés afghans, en particulier les filles et les femmes.

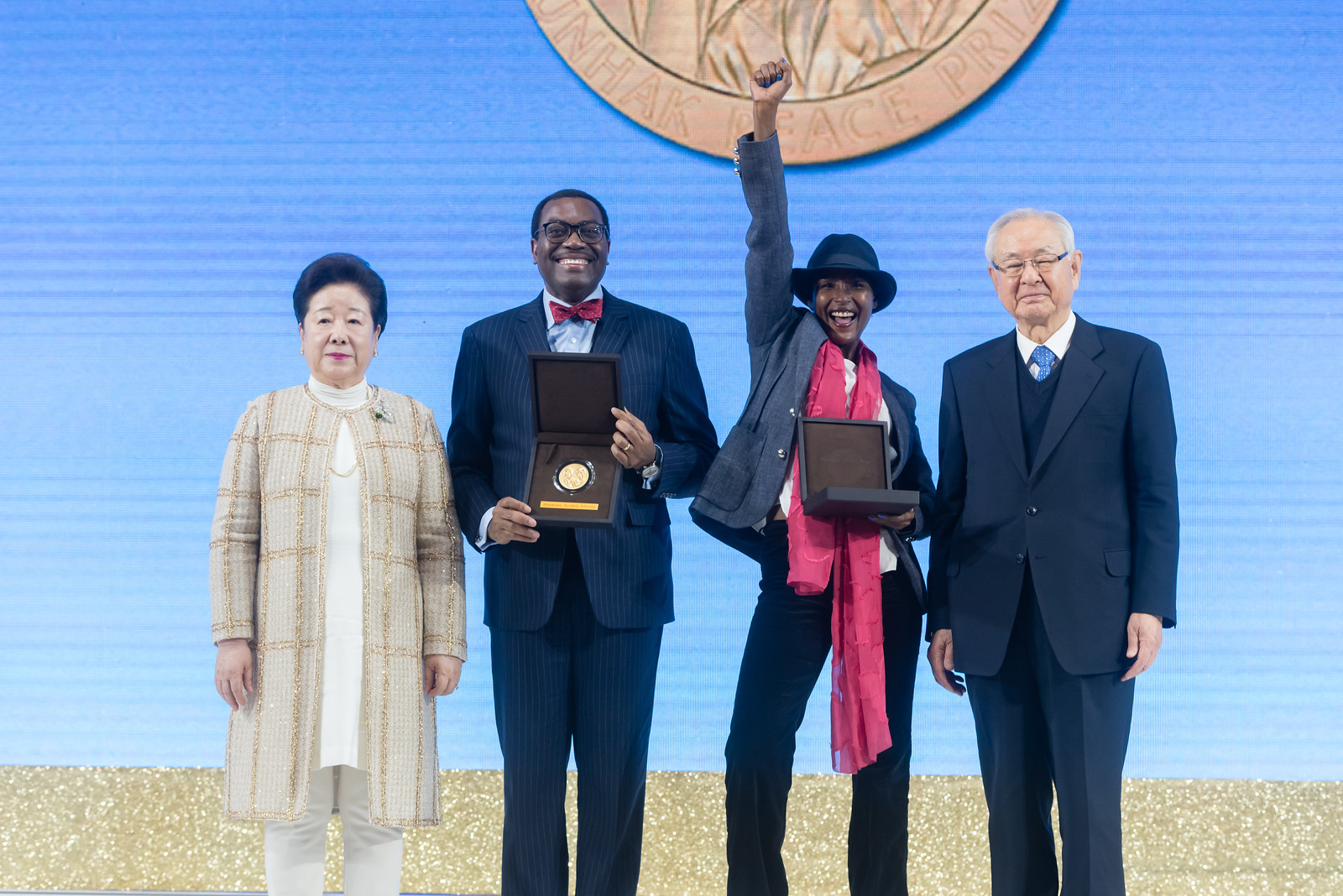
Au centre, les lauréats du Prix Songhak pour la paix 2019, Séoul, République de Corée

En 2019, la troisième remise des prix a mis l’accent sur l’aggravation des inégalités mondiales. Les lauréats récompensés étaient Akinwumi Adesina pour avoir réduit la pauvreté en Afrique grâce à une révolution agricole, et Waris Dirie, militante des droits humains, qui a fait de la mutilation génitale féminine (MGF) une question internationale des droits humains et contribué à l'adoption d'une résolution mondiale interdisant cette pratique.
La quatrième remise des prix en 2020 s'est déroulée en l'honneur du centième anniversaire de Sun Myung Moon. Elle s'est concentrée, pour la sélection des candidats, sur les valeurs de paix, interdépendance, prospérité mutuelle et universalité. Le Prix du centenaire du fondateur a été décerné à l'ancien secrétaire général de l'ONU, Ban Ki-moon. Le 4e Prix Sunhak pour la paix a été décerné au président du Sénégal. Macky Sall, et à l'ancien président de la Fédération luthérienne mondiale, Munib Younan, de Palestine.
La cinquième remise des prix a eu lieu en 2022, axée notamment sur la santé et l'équité en matière de vaccins. Trois lauréats ont été primés :
- Sarah Gilbert, professeure de vaccinologie à l'Université d'Oxford, pour avoir mis au point le vaccin d'AstraZeneca-Oxford contre la Covid-19.
- GAVI Alliance pour avoir coordonné le mécanisme COVAX, une collaboration mondiale visant à appuyer la fabrication de vaccins contre la COVID-19 et négocier leur prix pour permettre un accès équitable aux pays en voie de développement.
- Hun Sen[15],[16],[17], ancien premier ministre du Cambodge, en reconnaissance de sa contribution à la paix, à la stabilité et au développement économique au Cambodge et dans la région en général.